# Visuel søgning
Visuel søgning refererer til en kognitiv opgave, hvor mennesket, på baggrund af objekters egenskaber, er i stand til at finde et bestemt objekt mellem andre objekter, som her omtales distraktioner. I den forbindelse har Anne Treisman, som var psykolog med speciale i kognitiv psykologi, beskrevet en indledende proces kaldet en præopmærksomhedsproces. Her danner vi os et overblik over det, der er præsenteret, baseret på baggrund af grundlæggende egenskaber, såsom orientering, størrelser og farver, for at kunne skelne mellem baggrunden og objekterne.
Når først man har dannet sig et klart billede af, hvad der udgør objekterne og hvad der ikke gør, kan man rette opmærksomheden på disse, hvilket Treisman betegner en opmærksomhedsproces.
Er man først opmærksom på objekternes egenskaber, kan man sammenligne og skelne mellem disse på baggrund af egenskaberne, hvilket giver anledning til at udpege et enkelt objekt blandt mange andre. Netop dette blev også beskrevet af Treisman i 1980 i samarbejde med Garry Gelade, som en teori om integrering af egenskaber. Her tales der om egenskabssøgning og kombinationssøgning, hvor der i begge teorier indgår en målgenstand, der adskiller sig fra de omkringliggende distraktionerne, på baggrund af én eller flere egenskaber. Egenskabssøgning og kombinationssøgning består således af at bearbejde information hhv. parallelt (sideløbende -
parallel søgning) og serielt (ét objekt ad gangen - seriel søgning) 

## Egenskabssøgning (Feature of search)
På figur A ses et eksempel på egenskabssøgning. Her deler kun halvdelen af distraktionerne kun én egenskab (grå T’er) med målgenstanden (det røde T), men den anden halvdel (grå X’er) slet ingen egenskaber deler. På baggrund af dette kan man altså forholdsvis let skelne mellem målgenstanden og de omkringliggende distraktioner. På figur C kan reaktionstiden for egenskabssøgning defineres. Her ses det, at når målgenstanden er til stede i figuren (blå graf), så vil reaktionstiden ikke stige, da man, uanset antallet af distraktioner, hurtigt vil kunne identificere det røde T. Hvis målgenstanden derimod ikke er til stede, så vil individet have en tendens til at lede efter den for at være sikker på dens fravær. 

## Kombinationssøgning (Conjunction of search)
I modsætning til egenskabssøgning er der ved kombinationssøgning tale om distraktioner med mere end én egenskab tilfælles med målgenstanden. Her har de grå X’er fra tidligere altså fået tildelt samme farve som målgenstanden, og dermed deler begge halvdelen hver især én egenskab med målgenstan-den. Det bliver dermed sværere at skelne mellem distraktionerne og målgenstanden, fordi der ikke længere er den ene egenskab, der gør, at målgenstanden skiller sig ud. På figur C ses det, at reaktions-tiden, når målgenstanden er til stede (grå graf), stiger afhængigt af distraktionerne. Ydermere kan det ses af figur C, at hvis målgenstanden ikke er til stede (stiplet grå graf), så vil individet, som nævnt tidligere, have en tendens til at lede efter det røde T og til sidst erkende, at det ikke er der. 

## Sammenligning af reaktionstid
Hvis man sammenligner tilstedeværelsen af målgenstanden i kombinationssøgning (grå graf) med fraværet af målgenstanden i egenskabssøgning (stiplet blå graf), så er reaktionstiden den samme. Dette siger noget om, hvad mere end én fælles egenskab kan gøre for, hvor hurtigt vi kan udpege et objekt mellem andre. På daglig basis kan det altså betyde, at hvis vi i et klædeskab leder efter vores sorte lange jakke blandt korte grønne jakker, så vil vi være i stand til at finde den sorte lange jakke hurtigere end, hvis vi skulle lede efter den sorte lange jakke blandt korte sorte jakker samt lange grønne jak-ker.